# Tmesisternus subbilineatus
Tmesisternus subbilineatus là một loài bọ cánh cứng trong họ Cerambycidae.